# Treinta y seis mujeres inmortales de la poesía

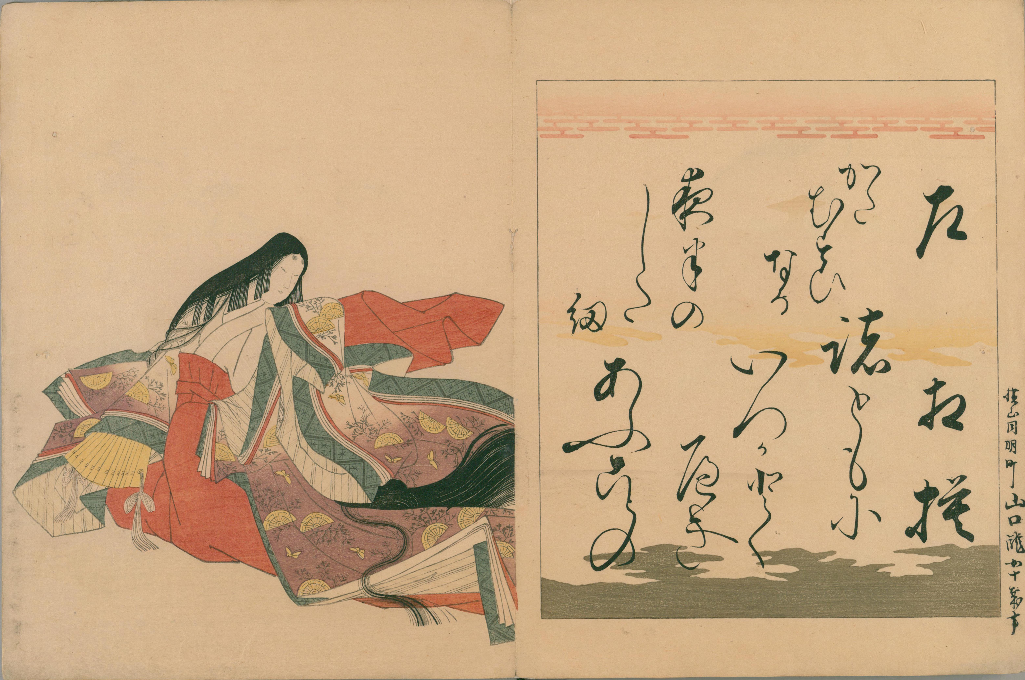
Sagami, poeta de la lista de las treinta y seis mujeres inmortales de la poesía, 1801.

El  Nyōbō Sanjūrokkasen (女房三十六歌仙 literalmente "las treinta y seis mujeres inmortales de la poesía"?) es una lista antológica confeccionada en la era Kamakura y que presentaba a las treinta y seis poetisas japonesas más destacadas hasta ese momento. Esta lista pretendió emular la lista de los treinta y seis inmortales de la poesía realizada por Fujiwara no Kintō en el siglo XI.

## Las treinta y seis mujeres inmortales de la poesía
1. Ono no Komachi
2. Ise
3. Nakatsukasa
4. Kishi Joō
5. Ukon
6. Fujiwara no Michitsuna no Haha
7. Uma no Naishi
8. Akazome Emon
9. Izumi Shikibu
10. Kodai no Kimi
11. Murasaki Shikibu
12. Koshikibu no Naishi
13. Ise no Taifu
14. Sei Shōnagon
15. Daini no Sanmi
16. Takashina no Kishi
17. Yūshi Naishinnō-ke no Kii
18. Sagami
19. Shikishi Naishinnō
20. Kunai-kyō
21. Suō no Naishi
22. Fujiwara no Toshinari no Musume
23. Taiken Mon In no Horikawa
24. Gishū Mon In no Tango
25. Kayō Mon In no Echizen
26. Nijō In no Sanuki
27. Kojijū
28. Go-Toba In no Shimotsuke
29. Ben no Naiji
30. Go-Fukakusa In no Shōshōnaishi
31. Inpu Mon In no Daifu
32. Tsuchimikado In no Kosaishō
33. Hachijō In no Takakura
34. Fujiwara no Chikako
35. Shikiken Mon In no Mikushige
36. Sōheki Mon In no Shōshō